# Teodor Gramàtic
Teodor Gramàtic (en llatí Theodorus Gramaticus, en grec antic  Θεόδωρος) fou un escriptor i gramàtic grec d'època i origen desconeguts, encara que probablement va viure al segle I aC o poc abans, ja que se'l cita amb l'autoritat de Pàmfil de Nicòpolis.
Ateneu de Naucratis esmenta repetidament dues de les seves obres (o una sola obra sota dos títols):
- Ἀττικαὶ γλῶσσαι, Atticae Glossae.
- Ἀττικαὶ φωναί, Atticae Voces.

Fabricius l'inclou a la seva Bibliotheca Graeca.